# Theater Vorpommern
Das Theater Vorpommern ist ein in der Rechtsform einer GmbH betriebenes Theater. Gesellschafter sind die Städte Stralsund und Greifswald und der Landkreis Vorpommern-Rügen. Das Theater Vorpommern bietet Musiktheater, Schauspiel, Ballett und Konzerte. In jedem Jahr finden neben den Aufführungen in den Haupthäusern auch Open-Air-Aufführungen statt.

## Geschichte
Das Theater Vorpommern wurde im Jahr 1994 durch den Zusammenschluss des Stralsunder Theaters mit dem Theater in Greifswald gebildet. Im Januar 2006 wurde auch das Theater Putbus eingegliedert. Alle drei Häuser hatten gleiches Stimmrecht in der Gesellschafterversammlung, wobei der Landkreis Vorpommern-Rügen 5,7 Prozent der Anteile hielt und Stralsund und Greifswald jeweils 47,15 Prozent.
Nach Differenzen um die Vertragsverlängerung des Intendanten Anton Nekovar kündigte die Stadt Greifswald im April 2009 den Gesellschaftervertrag in seiner bisherigen Form mit Wirkung zum 31. Dezember 2010. Ziel der Kündigung war nach Darstellung der Stadt Greifswald eine Änderung des Gesellschaftsvertrages, so dass künftige Entscheidungen der Hauptgesellschafter Stralsund und Greifswald einstimmig gefällt werden müssen. Am 28. Mai 2010 wurde Anton Nekovar von seinem Posten als Intendant abberufen. Anschließend wurde das Theater von zwei Rechtsanwälten als Geschäftsführer geführt, deren Vertrag bis zum 31. Dezember 2010 befristet war. Die Sparten wurden von den jeweiligen Spartendirektoren geführt; die Sparte Musiktheater wurde vom amtierenden Generalmusikdirektor und der Leiterin des Künstlerischen Betriebsbüros geführt, da der bisherige und abberufene Intendant Nekovar die Operndirektion innehatte.
Ab August 2012 war Dirk Löschner als Intendant tätig. Er kam vom Theater der Altmark und wechselte zunächst etwa die Hälfte des Schauspielensembles aus. In seiner ersten Spielzeit (2012/2013) besuchten 144.000 Zuschauer die Aufführungen, rund 38.600 weniger als in der Saison 2011/2012. Löschner erklärte dies mit unterschiedlichen statistischen Verfahren der Zählung. Der Aufsichtsrat des Theaters sprach sich knapp für eine Abberufung Löschners aus; die drei Gesellschafter des Theaters folgten dem nicht, erlegten Löschner allerdings auf, keine eigenen Inszenierungen mehr herauszubringen.
Nach eigener Darstellung schloss das Theater Vorpommern die Spielzeit 2013/2014 mit einer deutlichen Steigerung bei den Zuschauerzahlen ab – insgesamt besuchten danach 173.470 Zuschauer die 1.062 Veranstaltungen der Spielzeit. Das bedeutete gegenüber der Spielzeit 2012/2013 eine Steigerung um 33.624 Zuschauer bzw. 24 Prozent.
Ein Eckwertepapier des Schweriner Kultusministeriums Mecklenburg-Vorpommern aus dem Jahr 2014 sah bis zum Jahr 2020 die Fusion der Theater und Orchester Neubrandenburg/Neustrelitz mit dem Theater Vorpommern zum Staatstheater Nordost unter Landesbeteiligung vor. Stralsund sollte danach Standort der Oper sein, Greifswald Standort für Schauspiel und Ballett und Neubrandenburg der Standort des Konzertorchesters, das mit dem Stralsunder Opernorchester zusammengehen sollte. Neustrelitz würde Produktionsstandort für Musical und Operette werden; verbunden wäre die Fusion mit einem Stellenabbau. Gegen diese Fusion gab es an den Standorten Proteste von Politikern und Bürgerinitiativen. Intendant Dirk Löschner sprach sich im November 2014 für eine Fusion aus.
Das Land leistete immer wieder Zuschüsse, um den Betrieb zu sichern, im Dezember 2014 waren es 300.000 Euro. Mit dem Geld sollte eine wirtschaftliche Schieflage abgewendet werden, im Dezember 2016 wurden 350.000 Euro bewilligt.
Das Theater Vorpommern teilte im August 2016 mit, dass die Besucherzahl in der Spielzeit 2015/2016 auf mehr als 191.000 Zuschauer in den Häusern in Greifswald, Putbus und Stralsund gestiegen sei. Das bedeutete eine Steigerung der Zahlen um mehr als 9.000 gegenüber der Spielzeit 2014/2015 und damit die höchsten Zahlen in Mecklenburg-Vorpommerns Theaterlandschaft. Diese Zahlen wurden vom Kultusminister Mathias Brodkorb angezweifelt; tatsächlich wurden dabei die Besucher aus Saalvermietungen mitgezählt.
In der Saison 2016/17 spitzte sich die finanzielle Situation am Theater Vorpommern zu. Die seit 23 Jahren bestehenden Haustarifverträge für die etwa 190 künstlerisch Beschäftigten liefen zum Ende des Jahres 2016 aus; es drohte die Insolvenz. Kritischer Punkt war die Bezahlung der Angestellten, welche mit den Haustarifverträgen auf große Teile ihres Lohns gegenüber der tariflichen Fläche verzichteten (ca. 15 Prozent, Stand März 2017). Letztlich waren die Verhandlungen mit der Unterzeichnung eines neuen Haustarifvertrags erfolgreich, der Abschluss sollte auf die etwa 90 nicht-künstlerischen Beschäftigten in befristeten Einzelverträgen übertragen werden. Eine weitere Erhöhung um 2,25 Prozent, die das Land Mecklenburg-Vorpommern ab 1. Januar 2018 allein tragen wollte, war an die Bedingung geknüpft, dass zum Sommer 2018 die Fusion mit der Theater- und Orchestergesellschaft Neubrandenburg/Neustrelitz vollzogen sei. Im Mai 2017 erklärte Kultusministerin Birgit Hesse, dass eine Fusion zum 1. Januar 2018 möglich sei, da sich die Träger der Theater Vorpommern und der Orchestergesellschaft Neubrandenburg/Neustrelitz mit dem Land auf einen Zeitplan geeinigt hätten.
Nach der Saison 2016/2017 wechselte der Generalmusikdirektor Golo Berg ans Theater Münster. Auch der Regisseur und Dramaturg Hannes Hametner verließ das Theater Vorpommern. Generalmusikdirektor ist nun Florian Csizmadia.
Der Spielplan 2017/2018 stand unter dem Motto “Ordnung und Widerstand”; 31 Premieren und diverse Konzerte standen auf dem Programm, darunter das Spektakel „Ordnung und Widerstand“ mit fünf Schauspielen und eine Neufassung des Ballets Le sacre du printemps von Ralf Dörnen nach Musik von Igor Strawinsky. Das Spielzeitmotto nahm nach Intendant Dirk Löschner Bezug auf die Jahrestage 500 Jahre Reformation, 100 Jahre Oktoberrevolution und 50 Jahre 68er-Bewegung.
Wie an anderen Häusern auch brachte die COVID-19-Pandemie ab 2020 erhebliche Einschränkungen für den Spielbetrieb mit sich.
Im Juni 2023 trat Ralf Dörnen als Direktor des Theaters Vorpommern zurück, der kaufmännische Geschäftsführer Peter van Slooten schied am 11. Juli 2023 einvernehmlich aus dem Unternehmen aus. André Kretzschmar ist aktuell der Verwaltungsdirektor des Theaters Vorpommern.

## Spielstätten

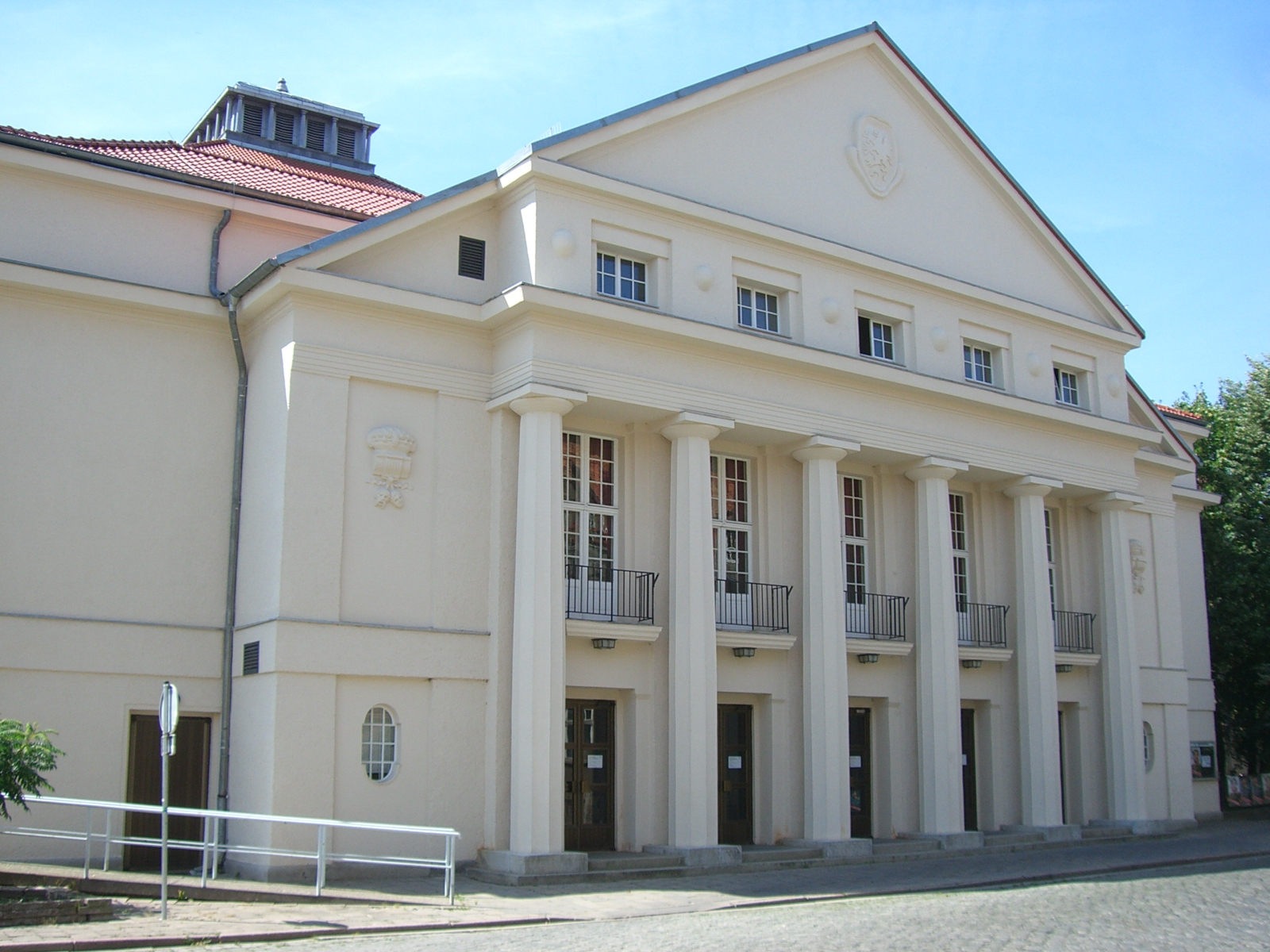
Theater in Greifswald

### Greifswald
Die erste Spielerlaubnis der Stadt an eine fahrende Truppe lässt sich für das Jahr 1730 nachweisen.
Nach einem Brand der Spielstätte in der Kuhstraße im Jahre 1912 wird unmittelbar die Errichtung eines Theaterneubaus, des jetzigen Theaters, samt Stadthalle, beschlossen und durchgeführt. Mitten im Ersten Weltkrieg, am 10. Oktober 1915, öffnete das neue Gebäude seine Pforten, und schon ein Jahr später hatte das Greifswalder Theater ein eigenes Ensemble. Unter Intendant Emanuel Voß, der das Haus mit Unterbrechungen bis 1949 leitete, wurde es zu einer soliden Stätte der Kunst. Nach dem Zweiten Weltkrieg konnte das Greifswalder Theater schon am 17. Oktober 1945 wieder eröffnen. 1960 fusionierte es zum ersten Mal mit dem Stralsunder Theater und dem Theater in Putbus auf Rügen zu einem großen Mehrspartenhaus. Nachdem diese Verbindung 1968 aufgelöst worden war, arbeiten die Theater Greifswald und Stralsund seit Herbst 1994 unter dem Namen „Theater Vorpommern“ wieder zusammen. Neben dem eigentlichen Theater Greifswald werden der Rubenowsaal wie auch der Kaisersaal in der 2009/10 sanierten Stadthalle Greifswald als Spielstätten genutzt. Seit Beginn der Spielzeit 2022/23 finden Aufführungen des Theaters Vorpommern ausschließlich in der Stadthalle Greifswald statt. Das historische Theaterhauptgebäude wird ab Sommer 2025 für 76 Mio. Euro saniert inklusive der Anbauten, die  durch einen modernen Neubau ersetzt werden.
Intendanten des Theaters Greifswald bis 1994 waren: 1914–1936 Emanuel Voß, 1936–1938 Harald Güthe, 1938–1942 Claus Dietrich Koch, bis 1949 Emanuel Voß, 1949 Heinz-Andreas Ehm, 1961–1964 Georg Roth als Chefintendant für die Vereinigten Theater und für Greifswald Werner Eisenblätter, 1964–1968 Otto-Ernst Tickert, 1968–1971 Hubertus Methe, 1971–1979 Fred Grasnick, 1979–1986 Alfred Nicolaus, 1986–1987 Ursula Schöne-Makus, 1987–1988 Joachim Giem; 1988 amtierten Detlev Klemm, Rainer Harder, Monika Meyer-Klette, 1988–1990 Rainer Harder und 1990–1994 Dieter Wagner.

### Stralsund

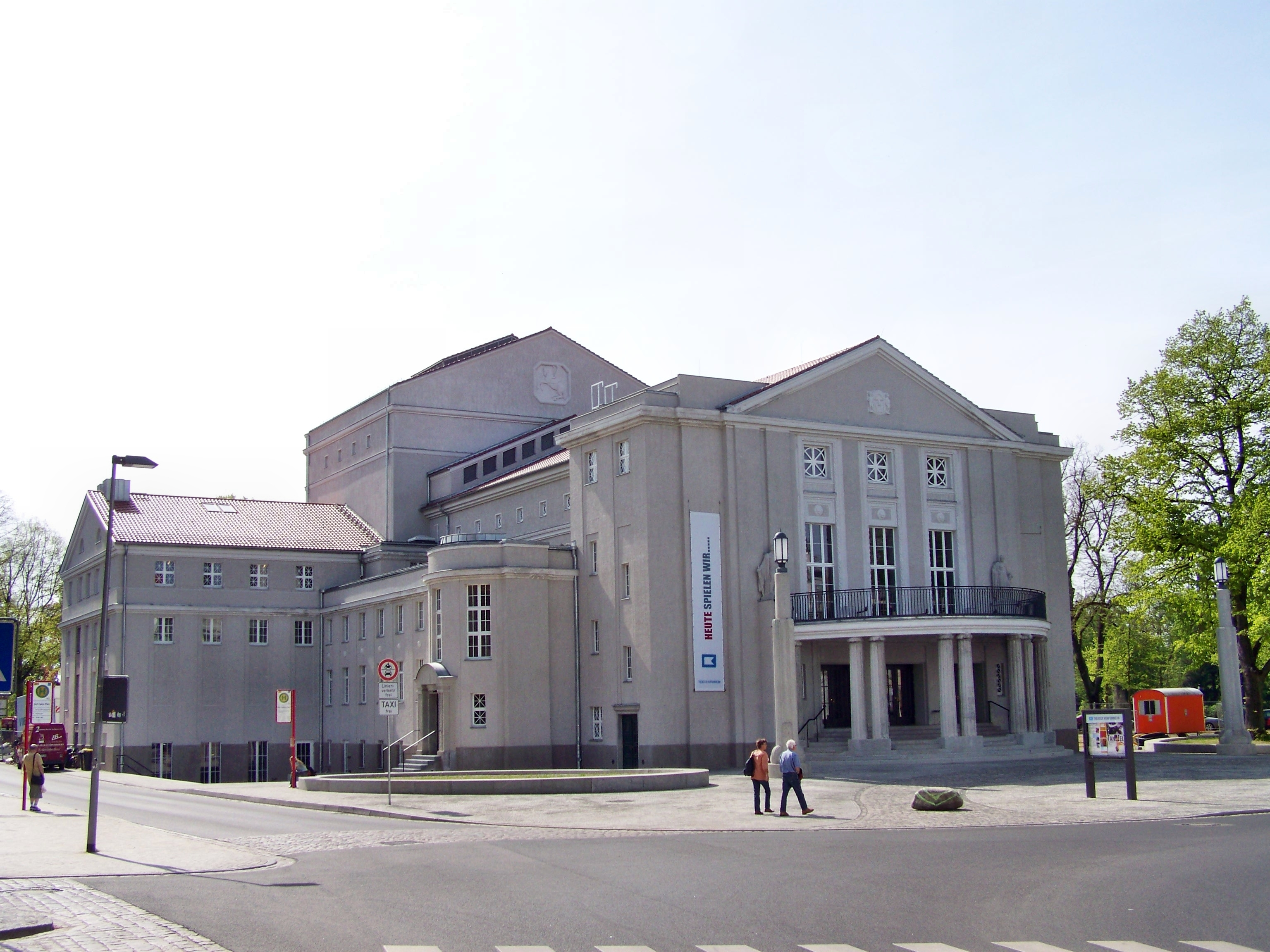
Theater in Stralsund (2008)

Das Theater Stralsund wurde als Stadttheater 1766 gegründet. Bereits vorher jedoch sind Aufführungen in der Stadt nachgewiesen.
Die aktuelle Spielstätte befindet sich am Olof-Palme-Platz. Weitere Spielstätten sind über die Stadt verteilt; bei Open-Air-Aufführungen wurde über einige Jahre das Schiff Ursula B. genutzt, aber auch der Alte Markt und die Wiese vor dem Hansa-Gymnasium. Ab dem Jahr 2025 wird auch der Hof der Ruine der  Johanneskirche wieder bespielt.

### Putbus

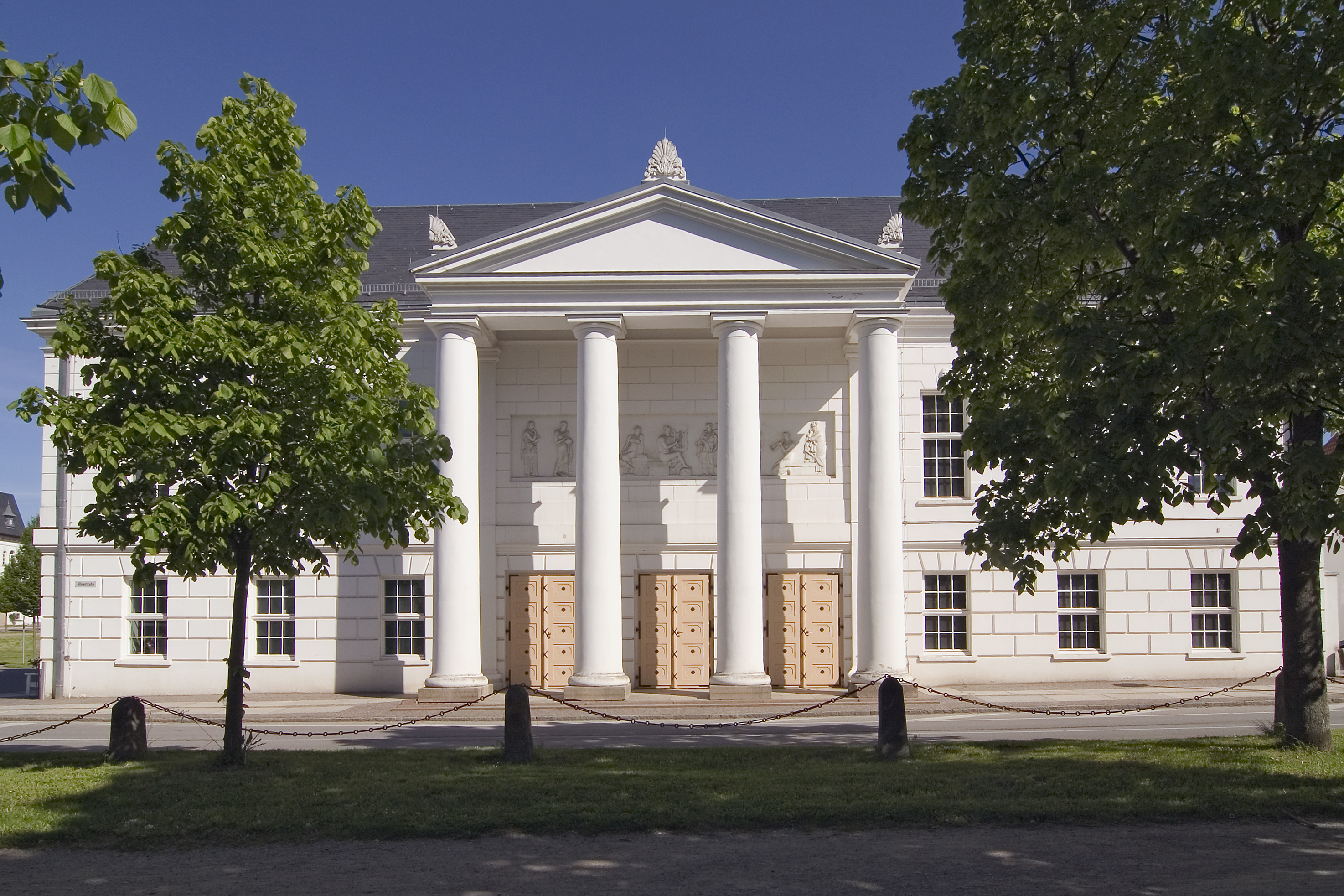
Theater von Putbus

Das Theater in Putbus wurde 1819 bis 1821 unter dem Fürsten Wilhelm Malte I. als Sommertheater errichtet. Nach dem Zweiten Weltkrieg erfolgte eine erste Sanierung und in den Jahren 1992 bis 1998 eine umfangreiche Rekonstruktion des ursprünglichen Zustandes.
Im Jahr 2006 übernahm das Theater Vorpommern die Spielstätten in Putbus; damit wurde das Theater in Putbus, das über kein eigenes Ensemble verfügte, zur dritten großen Spielstätte des Theaters Vorpommern.

### Open-Air-Aufführungen
Das Theater veranstaltete regelmäßig auch Open-Air-Aufführungen. Zu den wechselnden Aufführungsorten zählten in Greifswald die Klosterruine Eldena, der Museumshafen Greifswald und der Innenhof der Universität Greifswald. In Stralsund waren und sind es das Schiff Ursula B., der Alte Markt, der Hof der Ruine der Johanneskirche, die Wiese vor dem Hansa-Gymnasium und der Zoo Stralsund. Dazu kommen auch Städte in Vorpommern sowie das Amfiteatr Świnoujście.

## Auszeichnungen
Der Opernchor des Theater Vorpommern war im Jahr 2014 zusammen mit dem Chor der Stettiner Oper als Chor des Jahres der Zeitschrift Opernwelt nominiert.

## Förderverein
Der Förderverein „Hebebühne“ unterstützt das Theater Vorpommern ebenso wie der „Förderverein BallettVorpommern“.

## Ensemble

### Leitung
Intendanten des Theaters waren Florian Zwipf (1994–1996), Thomas Fehrle (ad interim bis 1997), Rüdiger Bloch (1997–2005), Anton Nekovar (2005–2010/2012), Dirk Löschner (2012– 2020/21) und Ralf Dörnen (2021/22-06/2023). Operndirektor ist Wolfgang Berthold (2020- lfd.). Leiter des Philharmonischen Orchesters waren Daniel Klajner (Konzert) und Ekkehard Klemm (Musiktheater) (1994–1996), Peer Borin (1996–1998), Mathias Husmann (1998–2009), Karl Prokopetz (2009–2012), Golo Berg (2012–2017) und Florian Csizmadia (2017- lfd.). Ballettdirektor ist Ralf Dörnen (1997– lfd.). Als Oberspielleiter Schauspiel tätig waren Axel Vornam (1995–1998), Matthias Nagatis (1998–2012), Reinhard Göber (2016–2020) und Uta Koschel (2020 – lfd.). Als Chefdramaturg löst Joris Löschburg mit Beginn der Spielzeit 2024/25 Oliver Lisewski (2020–2024) ab.

### Musiktheater
Solisten des Musiktheaters sind bzw. waren Alexandru Constantinescu (2012– lfd.), Jardena Flückiger (2015–2017), Doris Hädrich-Eichhorn (1994– lfd.), Kristi Anna Isene (2016–2017), Karo Khachatryan (2016– lfd.), Anne-Theresa Møller (2016–2017), Katarzyna Rabczuk (2016– lfd.), Thomas Rettensteiner (2012– lfd.), Johannes Richter (2012– lfd.) Hege Gustava Tjønn (1994–1997) und Andrey Valiguras (2016– lfd.).

### Schauspiel
In der Sparte Schauspiel sind bzw. waren folgende Künstler am Theater Vorpommern tätig: Jan Bernhardt, Tobias Bode, Sarah Bonitz, Frederike Duggen, Anne Greis, Stefan Hufschmidt, Lutz Jesse, Susanne Kreckel, Annett Kruschke, Claudia Lüftenegger, Manfred Ohnoutka, Marvin Rehbock, Chiaretta Schörnig, Sebastian Undisz, Markus Voigt, Ronny Winter, Alexander Frank Zieglarski.

### Ballett
In der Sparte Ballett sind bzw. waren folgende Personen am Theater Vorpommern engagiert: Zoe Ashe-Browne, Nathan Cornwell, Laura Cristea, Stefano Fossat, Christopher Seán Furlong, Mami Fujii, Dominic Harrison, Isabella Heymann, Armen Khachatryan, Emilia Lakic, Melissa Mastroianni, Miguel Rodriguez, Leander Veizi.

## Orchester
Das Philharmonische Orchester Vorpommern entstand im Jahr der Fusion der Orchester der Theater Greifswald und Stralsund (1994). 1996 bis 1998 war Per Borin Generalmusikdirektor. Von 2012 bis 2017 stand das Orchester unter der Leitung von Generalmusikdirektor Golo Berg, sein Nachfolger ist seit 2017 Florian Csizmadia.

## Opernchor
Der Opernchor entstand im Jahr 1994; er ging aus den Opernchören der Theater Stralsund und Greifswald hervor. Im Jahr 2017 hat er 23 Mitglieder. Erster Chordirektor war Günther Wolf, der zuvor den Stralsunder Opernchor leitete.
Der Opernchor des Theaters Vorpommern war im Jahr 2014 zusammen mit dem Chor der Stettiner Oper als Chor des Jahres der Zeitschrift Opernwelt nominiert.